# Adolf Höper
Adolf Höper (* 19. Oktober 1894 in Celle; † 2. April 1971 ebenda) war ein deutscher Kürschnermeister, Politiker und Verbandsfunktionär.

## Leben

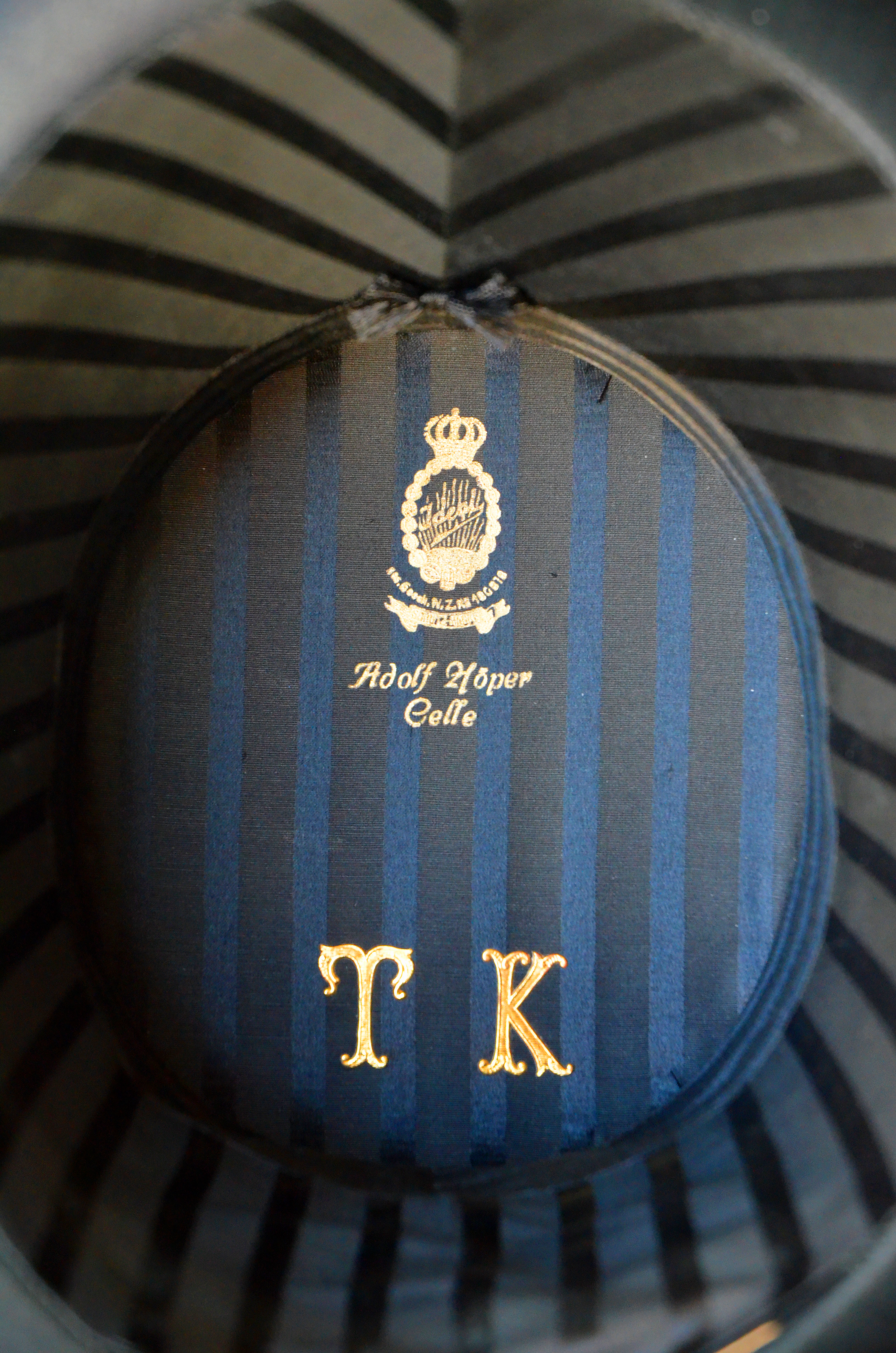
Innenansicht eines Chapeau Claque-Zylinders mit dem gesetzlich geschützten Warenzeichen Ideal, darunter die Initialen „T K“ für den Musiker Theodor Krüger

Die Familie Höper zählte jahrzehntelang zu den etablierten Geschäftsleuten der Stadt Celle. Der Vater von Adolf Höper war Kaufmann, der seinen anfänglichen Hut- und Mützenhandel um den Pelzwarenhandel erweiterte.
Nach der Gründung des Kreishandwerkerbundes initiierte Höper junior gemeinsam mit anderen Celler Handwerkern im Jahr 1920 im Rahmen des Nordwestdeutschen Handwerkerbundes die Gründung des Kreishandwerkerbundes Celle. 1925 wurde er zum Vorsitzenden des Verbandes gewählt. Zusammen mit Hartwig Bock von der Westerceller Straße war er 1928 einfaches Mitglied im Reichsbund deutscher Kürschner. Gegen Ende der Weimarer Republik wurde er im Jahr 1932 in den Hannoverschen Provinziallandtag gewählt.
Zur Zeit des Nationalsozialismus zählte Adolf Höper, neben anderen Celler Bürgern, laut einer Karteikarte zu den erfassten Personen des Sicherheitsdienstes des Reichsführers SS. Seine Verbandstätigkeit während dieser Zeit beurteilte Birgit Puck:

„Die ursprünglich als Informationsveranstaltungen gedachten Treffen der Celler Handwerkschaft gerieten unter dem Vorsitz des Kürschnermeisters Adolf Höper in den Sog nationalsozialistischer Propagandaveranstaltungen. […]
Höpers Interesse, die Situation für die Kürschner zu verbessern und seine Erwartungen, die er vermutlich an das nationalsozialistische Regime knüpfte, ermutigten ihn, von 1934 bis 1946 das Amt des Obermeisters der Kürschnerinnung sowie von 1937 bis 1946 das Amt des Bezirksobermeisters zu bekleiden.“

Nach der Auflösung früherer Kürschner-Organisationen lud Höper zur Zeit der Britischen Besatzungszone am 28. Mai 1946 verschiedene Vertreter des Kürschnerhandwerks zu einer ersten Zusammenkunft, um während der Folgeveranstaltung am 31. Juli des Jahres gemeinsam mit Erich Levermann aus Hamburg, Carl Scherer aus Hannover, Wilhelm Gosekuhl aus Köln, Franz Häupler aus Düsseldorf und Heinz Thiemeyer, Münster den Zoneninnungs-Verband für das Kürschnerhandwerk der britischen Zone zu gründen, die Vorläuferorganisation des Zentralverbands des deutschen Kürschnerhandwerks.

## Kürschnerei Adolf Höper

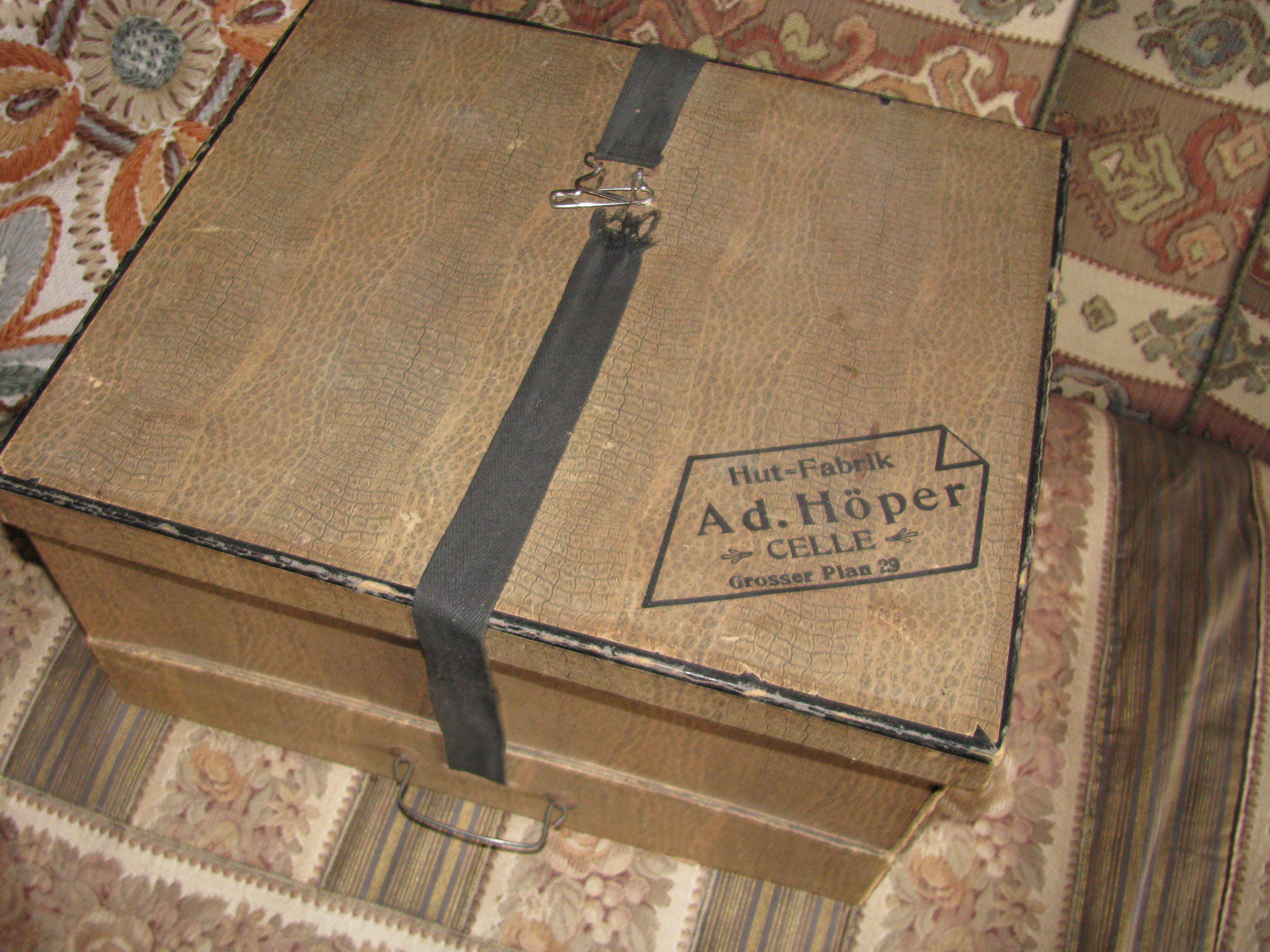
Hutschachtel mit dem Aufdruck „Hut-Fabrik Ad. Höper, Celle, Großer Plan 29“

Bis zum Zweiten Weltkrieg waren relativ konstant sechs bis sieben Kürschnermeister in Celle ansässig, mit kurzzeitigen Schwankungen durch die Einführung der Gewerbefreiheit im Jahr 1877 und bedingt durch die beiden Weltkriege. Im Jahr 1982 waren es dann nur noch drei, 1991 noch zwei Betriebe. Häufig vererbte sich der Beruf über die Söhne mehrerer Generationen.
Die Familie Höper gehörte seit dem 19. Jahrhundert zu den etablierten Geschäftsleuten der Stadt. Der 1858 in Westercelle geborene Adolf Höper arbeitete nach seiner Lehre im Lebensmitteleinzelhandel als Reisender für die Celler Hutfabrik Bosse in der Schuhstraße und belieferte dabei sicherlich auch viele Kürschnereien, die zu der Zeit zumindest in den Klein- und Mittelstädten immer auch Hüte und Mützen verkauften oder sogar selber anfertigten. Im Jahr 1885 gründete er im Haus Großer Plan 8 ein eigenes Hut- und Mützengeschäft. Damit war er derart erfolgreich, dass er acht Jahre später das Geschäft in ein eigenes Haus, Großer Plan 28, verlegen konnte. Mit dem Verkauf von Pelzwaren erweiterte er in der Zeit sich einer gerade ungewöhnlich stark entwickelnder, neuer Pelzmode seinen Geschäftsbereich. Die Erfindung der Pelznähmaschine verbilligte die Produktion von Pelzbekleidung, erstmals in der Mode der Neuzeit begann man Pelze mit dem Haar nach außen zu tragen.
Der Sohn Adolf Höper junior begann 1910 folgerichtig eine Lehre zum Kürschner und Mützenmacher. Die Ausbildung fand in Kürschnereien in Hamburg und Hameln statt, 1919 legte er vor der Handwerkskammer Hamburg seine Meisterprüfung ab. Zurückgekehrt in den elterlichen Betrieb leitete er die Kürschnerwerkstatt, sein Vater war für den Hut- und Mützenbereich zuständig. Als der Vater 1936 starb, übernahm er die Leitung des Geschäftshauses. Das Unternehmen überstand die Kriegszeit und die Depression der Nachkriegszeit, 1959 beschäftigte Adolf Höper etwa 30 Angestellte und Arbeiter.
Ein Kürschner, Flüchtling aus Schlesien, erinnerte sich an seine Tätigkeit im Betrieb Höper, in der Nachkriegszeit mit extremer Wohnungsnot:

„Herr Höper suchte damals auch Kürschner (…), und da schrieb er mir gleich zurück, ich könne bei ihm anfangen und er bot mir, das war damals das Beste, was man kriegen konnte, in seinem Haus eine beheizbare Kammer und Mittagessen an (…). Und da hab’ ich damals zugesagt.“

Zwei Jahre später absolvierte der Kürschnergeselle die Meisterprüfung. Kurz darauf musste er die Werkstatt Röper verlassen, da der dort früher tätige Kürschnermeister Keiser aus der Gefangenschaft zurückgekehrt war und ein Anrecht auf seine frühere Stelle hatte. Drei Jahre arbeitete er in verschiedenen anderen Städten, bis er 1952 zu seiner Familie nach Celle zurückkehrte und sich selbständig machte. Der heimgekehrte Albert Keiser ist im Pelzfachverzeichnis als ebenfalls selbständiger Kürschner erstmals 1956 auf der Schuhstraße 13 eingetragen.
Die Kürschnerwerkstatt wurde zuletzt von Arno Borchhardt betrieben, dem in den 1960er Jahren regelmäßig mehrere Pelznäherinnen am Zwecktisch zuarbeiteten. Nachdem Borchardt 1955 in Aachen seine Meisterprüfung ablegt hatte, war er im Jahr darauf zu Höper gekommen, als er dessen Stellenangebot in einer Fachzeitung gesehen hatte:

„Und da Frau Höper aus Friesland, aus Ostfriesland vom Bauerngeschlecht stammte, haben wir uns sofort gut verstanden. Und das war auch der Grund, warum ich die Stelle bekam.“

Im Jahr 1968 gab Adolf Höper junior seinen Betrieb aus Gesundheitsgründen auf. Kürschnermeister Arno Borchardt übernahm den Betrieb und zog vom Großen Plan in die Schuhstraße 45. Als Arno Borchardt 1989 den handwerklichen Betrieb aus Altersgründen schloss, gingen auch seine vier Angestellten in Rente, drei Pelznäherinnen und eine Verkäuferin.